# Famille de Bricqueville
La famille de Bricqueville aussi orthographié Briqueville, est une ancienne famille de la noblesse française, originaire de Normandie.

## Histoire
Cette famille tire son nom de sa terre de Bricqueville-la-Blouette situé dans le Cotentin en Normandie.
Le plus ancien membre connu de cette maison est Eudes de Bricqueville, seigneur de Bricqueville (aujourd'hui Bricqueville-la-Blouette) et de Laune (aujourd'hui Laulne), que Guillaume le Conquérant lorsqu'il entreprit la conquête de l'Angleterre en 1066, nomma avec plusieurs autres seigneurs pour aider la duchesse Mathilde dans le gouvernement de la Normandie pendant son absence. Il aurait été le frère de Guillaume de Bricqueville cité en 1066 dans la liste des compagnons de Guillaume le Conquérant à Hastings, et dans la liste additionnelle The Falaise Roll (liste de Falaise) sous le nom de Guillaume de Laune.
Une branche de la famille est connue dans le Bessin depuis le XIIIe siècle : Guillaume III de Bricqueville, époux d'Agnès de la Ferrière, est seigneur de Bricqueville-la-Blouette et de Laulne dans le bailliage de Saint-Sauveur-Lendelin, et seigneur de Bricqueville-en-Bessin dans le bailliage de Bayeux. Cette branche possédera Bricqueville-en-Bessin jusqu'en 1763.
Les trois branches principales des Bricqueville furent : 
- les Bricqueville de Colombières (et Bricqueville-en-Bessin) ;
- les Bricqueville de La Luzerne, par le mariage en 1556 de François de Bricqueville de Colombières avec Gabrielle dame héritière de La Luzerne (à ne pas confondre avec les La Luzerne de Beuzeville, une autre branche des La Luzerne, non issue des Bricqueville[3]) ;
- les Bricqueville de Bretteville, nés de l'union de Jean de Bricqueville avec Cécile, dame de Bretteville-en-Saire, de Gréville, de Nacqueville et du Vicel.

## Personnalités
- Henri de Briqueville de La Luzerne (c. 1658-1741)
- François de Bricqueville (c. 1665-1746)
- Bon Chrétien de Bricqueville (1726-1803), chef d'escadre et membre de l'académie de Marine[4].
- Armand de Bricqueville (1785 à Bretteville - 1844), colonel de l'armée napoléonienne et député de la Manche de 1827 à 1844[4].
- Guillaume de Bricqueville (1569 à Bretteville - 1613), militaire et gentilhomme ordinaire de la maison du Roi.
- Antoine de Bricqueville (1635 à Bretteville - 1674), capitaine de frégate et corsaire, mort à l'attaque d'une frégate hollandaise[4].
- François de Bricqueville (1683-1709), mousquetaire de Louis XIV, mort à la bataille de Malplaquet[4].
- Jean-Baptiste de Bricqueville (1685-1708), mousquetaire de Louis XIV, mort au siège de Douai[4].

## Armoiries
| Armes        | Branche                                  | Notes |
| ------------ | ---------------------------------------- | --- |
| Bricqueville | Barons, Marquis de Colombières           | - palé d'or et de gueules. Exception : Gabriel II de Bricqueville portait : d'argent à trois hermines de sable. |
| Bricqueville | Marquis de la Luzerne                    | - palé d'or et de gueules.                                                                                      |
| Bricqueville | Seigneurs d'Ocalen, Comtes de la Luzerne | - d'or à trois pals de gueules.                                                                                 |
|              | Seigneurs de Bricqueville-la-Blouette    | - d'argent à six feuilles de chêne de sinople.                                                                  |
| Bricqueville | Seigneurs de la Haye                     | - palé d'or et de gueules.                                                                                      |

## Possessions
- Château de Bretteville (disparu)[4].